# ザルトリウス
ザルトリウス（ドイツ語: Sartorius AG）は、ドイツ・ゲッティンゲンに本部を持ち、医薬品製造用の機器や実験室用機器の製造・販売を行っている多国籍企業。ヨーロッパ、アジア、アメリカに生産工場を持つと共に、110を超える国に販売支社と代理店を持つ。日本法人はザルトリウス・ジャパン株式会社およびザルトリウス・ステディム・ジャパン株式会社。

## 会社概要
現在Sartorius AGの傘下には、大きく2つの法人がある。
- Sartorius Stedim Biotech S.A.

バイオプロセス部門（Bioprocess Solutions）。濾過、流体制御、発酵、精製などバイオ医薬品の製造工程において、必要とされる機器の製造を行う。
- Sartorius Lab Holding GmbH

ラボ用製品部門（Lab Products & Services）。実験室用機器および消耗品の製造・サービスを行う。
部門別の売上では、バイオプロセス部門が73％、ラボ用製品部門が27％、地域別の売上では、EMEAが42％、南北アメリカが33％、アジア太平洋地域が25％となっている。Sartorius AGがフランクフルト証券取引所に上場するほか、Sartorius Stedim Biotech S.A.はユーロネクスト・パリに単独で上場している。

## 沿革

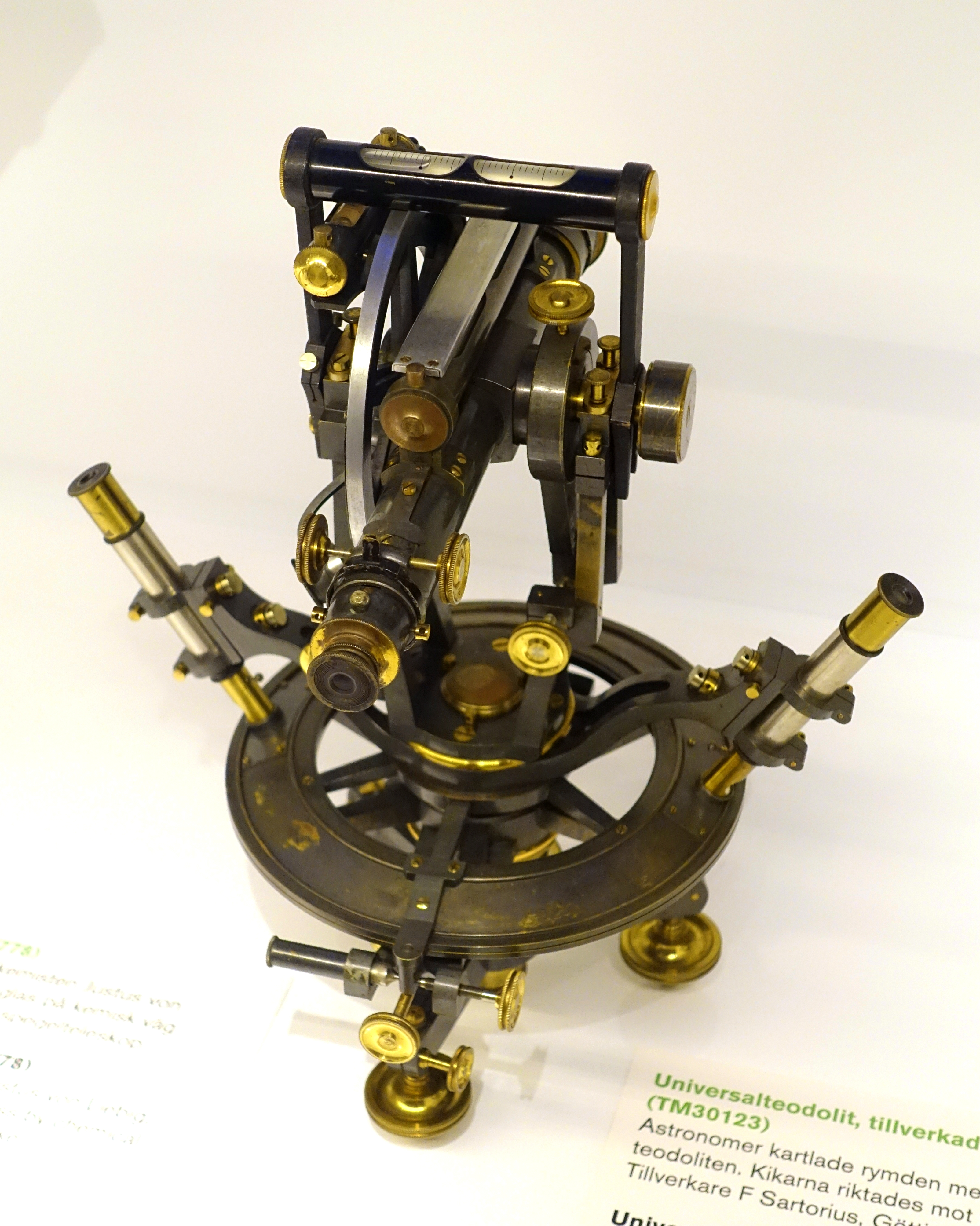
1910年頃にフロレンツ・ザルトリウスによって作られた万能経緯儀

1870年、ゲッティンゲン大学で機械工学を専攻していたフロレンツ・ザルトリウス（Florenz Sartorius）が、「Feinmechanische Werkstatt F. Sartorius」と呼ばれる精密計量機器会社を設立し、分析用天秤の生産を開始した。1898年にゲッティンゲンに工場を新設、アウグスト・ベッカー社とルートヴィヒ・テスドルフ社の買収により顕微鏡や望遠鏡用の機器がポートフォリオに加わり、1927年にメンブレンフィルターの工業生産が始まり、今日まで続くバイオプロセス部門の礎となった。
ノーベル化学賞を受賞したオットー・ハーンの勧めを受け、ザルトリウスは1948年に流体軸受の製造を開始、1954年に電磁式天秤の製造を開始、1955年にマイクロ天秤の製造を開始、1969年にクロスフロー型のフィルトレーションシステムを開発し、1970年に電子式の精密天秤を開発、1971年にはザルトリウスのナノグラム天秤が世界で最も正確な計量との評価を受け、ニール・アームストロングの持ち帰った月の岩石の計量に使用された。1972年にデジタル式小型分析天秤を発表、1975年にマイクロプロセッサー搭載の精密天秤を発表、1976年にオートクレーブ対応のフィルターカートリッジを発表、1970年代には海外からの製品の注文が飛躍的に伸び、海外法人の設立が相次いだ。1982年に世界初の防爆型電子精密天秤を発表、1989年に微細化された大面積フィルターカートリッジを発表、1990年に株式公開企業となり、1994年にモノリシック計量技術を導入、1996年に2100万桁の分解能と0.1µgの精度を備えた超微量天秤を発表した。
1999年、細胞培養技術やタンパク質精製に強みを持つVivascienceやアメリカ合衆国の同業Denver Instrument,Inc.を買収し子会社化、2000年、ビー・ブラウンからバイオテクノロジー事業を買収し、バイオプロセス部門の著しい強化につながった。
2007年、ザルトリウスはフランス・オバーニュに本拠を置くバイオテクノロジー企業のステディム（Stedim S.A.）との合併を発表、事業再編が行われ、バイオプロセス部門は新たに設立された傘下のSartorius Stedim Biotech S.A.のもとに行われることとなった。2008年にスイスに本拠を置くバイオリアクター製造企業のWave Biotech AGを買収、2016年、アメリカ・ニューメキシコ州に本拠を置くインテリサイト（IntelliCyt）の買収に続き、2017年、アメリカ・ミシガン州に本拠を置き生細胞解析事業を行うエッセンバイオサイエンス（Essen Bioscience Inc.）を買収した。

## 日本におけるザルトリウス
日本では「ザルトリウス・ジャパン株式会社」および「ザルトリウス・ステディム・ジャパン株式会社」の2つの法人がある。ザルトリウス・ジャパン株式会社は、電子天秤やロードセル、工業用台はかりなど計測器の輸入・販売を行っており、ザルトリウス・ステディム・ジャパン株式会社は、濾過用フィルターや超純水製造装置など医薬品製造用製品の輸入・販売を行っている。オフィスはともに東京（北品川）にある。